# جیمز دوکس
جیمز دوکس (به انگلیسی: James Doakes) یک شخصیت خیالی خلق شده توسط جف لیندسی در سری کتاب‌های دکستر و مجموعه تلویزیونی با همین نام می‌باشد. در مجموعه تلویزیونی، اریک کینگ نقش دوکس را ایفا می‌کند.